# Landkreis Cham

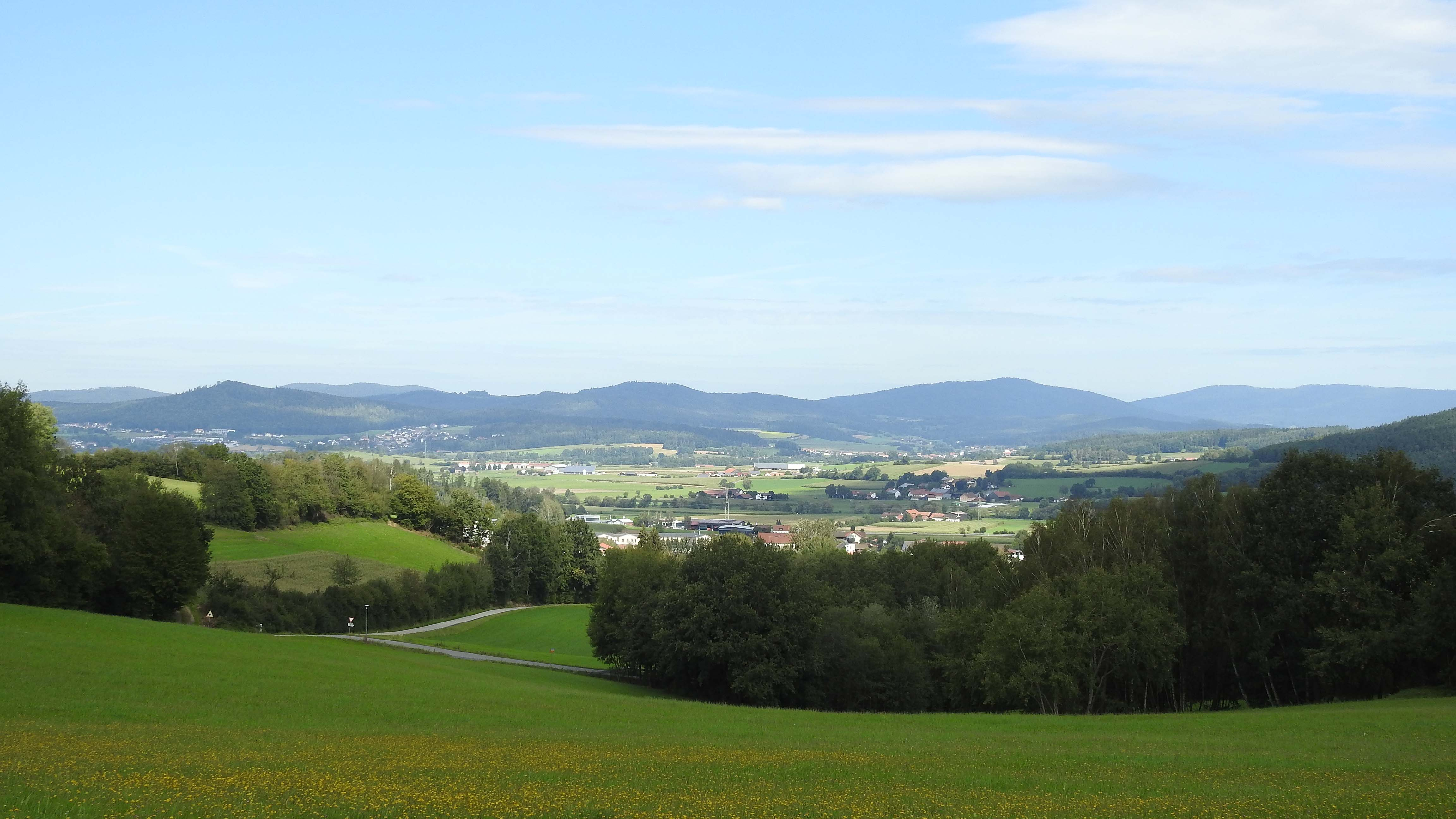
Blick über die Cham-Further Senke bei Chamerau zum Oberpfälzer Wald

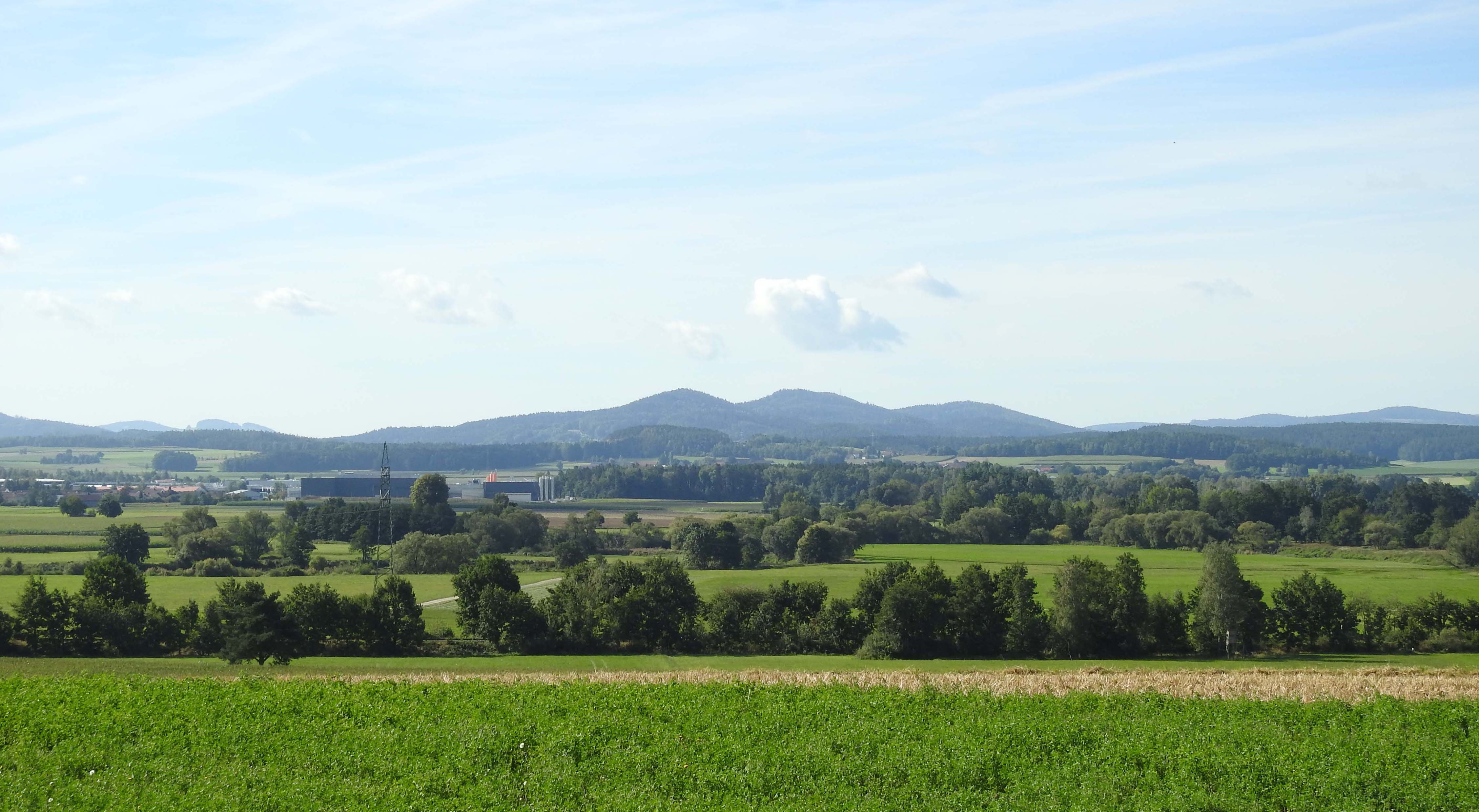
Blick über die Regentalaue bei Cham zum Falkensteiner Vorwald

Der Landkreis Cham [kaːm] ist der östlichste Landkreis des Regierungsbezirks Oberpfalz in Ostbayern.

## Geografie
Das Kreisgebiet gehört fast völlig den Großlandschaften des Oberpfälzer und des Bayerischen Waldes an, die hier durch die Cham-Further Senke voneinander getrennt werden. Der Fluss Regen durchzieht den Kreis von Südosten nach Westen. Eine geologische Besonderheit ist der so genannte Pfahl, eine kristalline Verwerfung längs durch den gesamten Bayerischen Wald. Das Kreisgebiet liegt in seiner Gesamtheit im Naturpark Oberer Bayerischer Wald, welcher zudem noch einen Teil des Landkreises Schwandorf umfasst.
Mit einer Fläche von 1511,87 km² nimmt der Landkreis Cham unter den 71 Landkreisen Bayerns die fünfte Stelle, unter den sieben Landkreisen der Oberpfalz die erste Stelle ein. Die durchschnittliche Fläche der bayerischen Landkreise beträgt 985 km².

### Raumordnung
Der Landkreis ist der Planungsregion 11 (Regensburg) zugeordnet. Er ist Fördergebiet nach den bayerischen regionalen Förderprogrammen, der Gemeinschaftsaufgabe „Verbesserung der regionalen Wirtschaftsstruktur“ und Ziel 3-Fördergebiet der Europäischen Union. Auf einer Länge von 71,6 Kilometern grenzt der Landkreis Cham im Osten an den tschechischen Bezirk Pilsen (Plzeňský kraj) an. Die Region ist deshalb Fördergebiet nach den europäischen INTERREG und PHARE-Programmen.

### Nachbarkreise
Der Landkreis grenzt gegen Uhrzeigersinn (im Norden beginnend) an die Landkreise Schwandorf, Regensburg, Straubing-Bogen und Regen. Im Nordosten und Osten grenzt er an Tschechien.

### Brücke zum Osten
Mit ca. 70 km Grenze zu Tschechien kommt dem Landkreis Cham eine Brückenfunktion zum Osten zu. Eine Rolle spielt dabei die Begegnung der Menschen, die sich in Partnerschaften und Einrichtungen wie dem grenzüberschreitenden Wallfahrts-, Begegnungs- und Umweltbildungszentrum „Haus zur Aussaat“ Neukirchen b.Hl.Blut oder der Jugendbildungsstätte Waldmünchen äußert. Um die Herausforderungen der Osterweiterung der Europäischen Union zu bewältigen, werden gemeinsame Projekte wie in den kommunalen Aktionsbündnissen „Künisches Gebirge“ und „Cerchov“ durchgeführt.

## Geschichte

### Bis 1800
Die belegbare Geschichte im Gebiet des heutigen Landkreises Cham beginnt im Jahr 748. Das Regensburger Kloster St. Emmeram gründete die „Cella“, die Urpfarrei in Chammünster. Sitz der weltlichen Herrschaft der Mark Cham waren zunächst die Königshofbezirke Cham und Roding. Die im Jahr 976 als „civitas chamma“ erwähnte Reichsburg Cham mit den umliegenden Burgen Runding, Haidstein, Chamerau und Wetterfeld war militärischer Mittelpunkt der Mark an der Grenze zu Böhmen.
In das elfte Jahrhundert fielen zahlreiche Ortsgründungen; im zwölften Jahrhundert wurden im Regental die bedeutenden Klöster Reichenbach und Walderbach gegründet, die bis zur Reformation die Besiedlung der Umgebung vorantrieben. Nach 1667 wurden sie zu Wegbereitern der Rekatholisierung der Oberpfalz.
In den Hussitenkriegen im 15. Jahrhundert war das Grenzland besonders betroffen, der Further Drachenstich greift dieses Thema in einem Festspiel auf. Thema eines Freilichtspiels (Trenck der Pandur vor Waldmünchen) ist auch der Österreichische Erbfolgekrieg von 1741 bis 1745.

### Landgerichte
Mit der Verwaltungsreform 1803 entstanden im heutigen Kreisgebiet Cham die Landgerichtsbezirke Cham, (mit dem weiteren Landgerichtsbezirk Furth im Wald), Kötzting, Roding und Waldmünchen, die alle bis 1817 zum Regenkreis gehörten. Dann kamen Cham und Furth sowie Kötzting zum Unterdonaukreis, während Waldmünchen und Roding beim Regenkreis (der späteren Oberpfalz) verblieben. 1838 wurden auch die Landgerichte Cham und Furth dem nunmehrigen Kreis Oberpfalz und Regensburg zugeteilt, während das Landgericht Kötzting allein beim nunmehrigen Kreis Niederbayern verblieb. Gleichzeitig entstand 1838 aus einigen Gemeinden des Landgerichtsbezirks Roding das neue Landgericht Nittenau und 1852 noch ein weiteres Landgericht Falkenstein, das jedoch 1879/80 wieder aufgelöst wurde.

### Bezirksämter
Das Bezirksamt Cham wurde im Jahr 1862 durch den Zusammenschluss der Landgerichte älterer Ordnung Cham und Furth i.Wald gebildet. Ebenso wurden die Landgerichte Kötzting und Neukirchen b.Hl.Blut zum Bezirksamt Kötzting sowie die Landgerichte Falkenstein, Nittenau und Roding zum Bezirksamt Roding zusammengefasst, während das Bezirksamt Waldmünchen dem Landgericht Waldmünchen folgte.
Am 1. Juli 1904 wurde die Gemeinde Sengenbühl des Bezirksamtes Kötzting ins Bezirksamt Cham umgegliedert.

### Landkreise
Am 1. Januar 1939 wurde wie überall im Deutschen Reich die Bezeichnung Landkreis eingeführt. So wurden aus den Bezirksämtern die Landkreise Cham, Kötzting, Roding und Waldmünchen.
Im Jahr 1946 erhielt der Landkreis Waldmünchen die Gemeinde Ried bei Gleißenberg vom Landkreis Cham. Sie wurde nach Gleißenberg eingemeindet.

### Landkreis Cham
Im Zuge der Gebietsreform wurde am 1. Juli 1972 ein neuer, deutlich größerer Landkreis Cham aus den folgenden Bestandteilen gebildet:
- der gesamte alte Landkreis Cham;
- der aufgelöste Landkreis Kötzting mit Ausnahme der Gemeinde Lohberg; diese wurde zunächst dem Landkreis Regen zugeordnet, kam aber im Mai 1978 ebenfalls zum Landkreis Cham;
- der aufgelöste Landkreis Roding mit Ausnahme der Gemeinden Bleich, Bruck in der Oberpfalz, Fischbach, Kaspeltshub und Nittenau, die zum neuen Landkreis Schwandorf kamen;
- der aufgelöste Landkreis Waldmünchen;
- die Gemeinden Großenzenried, Hillstett und Pillmersried des aufgelösten Landkreises Neunburg vorm Wald;
- die Gemeinden Altenschneeberg, Hannesried, Heinrichskirchen, Irlach und Schönau des aufgelösten Landkreises Oberviechtach;
- die Gemeinde Rettenbach des Landkreises Regensburg.

Am 1. Mai 1978 wechselte die Gemeinde Niederndorf aus dem Landkreis Cham in den Landkreis Regen und wurde nach Arnbruck eingemeindet. Im Gegenzug wechselte die Gemeinde Wettzell aus dem Landkreis Regen in den Landkreis Cham und wurde in die Stadt Kötzting eingemeindet.
Der Landkreis Cham erreichte damit wieder annähernd den historischen Gebietsumfang der alten Markgrafschaft Cham. Das Gebiet des Landkreises Kötzting wechselte damit von Niederbayern in die Oberpfalz. Heute ist der Landkreis Cham der flächengrößte Landkreis in der Oberpfalz und fünftgrößter in ganz Bayern.
Mit dem Beitritt des Nachbarlandes Tschechien zur Europäischen Union am 1. Mai 2004 wurde die jahrzehntelange Abschottung nach Osten endgültig überwunden.
Am 25. Mai 2009 erhielt der Landkreis den von der Bundesregierung verliehenen Titel „Ort der Vielfalt“.

### Einwohnerentwicklung

Einwohnerentwicklung des Landkreises Cham von 1840 bis 2017

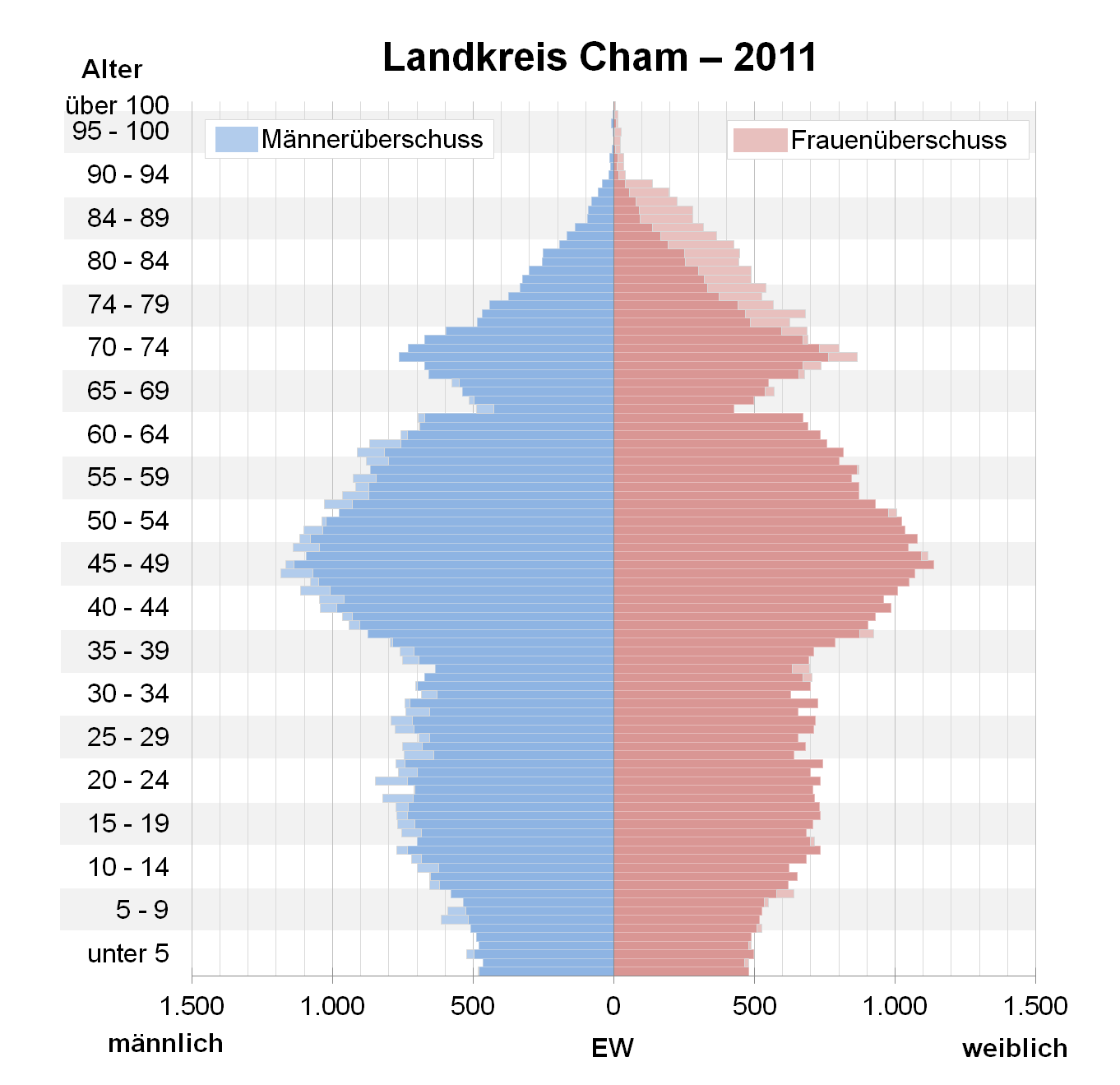
Bevölkerungspyramide für den Kreis Cham (Datenquelle: Zensus 2011.)

Von 1988 bis 2008 wuchs der Landkreis Cham um über 7000 Einwohner bzw. um rund sechs Prozent. Seit 2003 war die Tendenz nach einem Höchststand von rund 131.600 Einwohnern rückläufig. 2014 und 2015 konnte jedoch erstmals wieder ein Bevölkerungszuwachs verzeichnet werden.
Zwischen 1988 und 2018 wuchs der Landkreis von 121.981 auf 127.882 um 5.901 Einwohner bzw. um 4,8 %.
Der westliche Landkreis profitiert deutlich mit Einwohnerzuwächsen teils zwischen 20 und 44 % im Zeitraum 1988 bis 2018, während der östliche Landkreis, insbesondere am Grenzsaum, teils Verluste bis 16 % in diesem Zeitraum verzeichnete.
Die nachfolgenden Zahlen beziehen sich auf den Gebietsstand vom 25. Mai 1987:
| Jahr | Einwohner |
| ---- | --------- |
| 1840 | 79.712    |
| 1900 | 89.874    |
| 1939 | 95.686    |
| 1950 | 125.669   |
| 1961 | 109.998   |
| 1970 | 116.239   |
| 1987 | 121.401   |
| 1991 | 126.815   |

| Jahr | Einwohner |
| ---- | --------- |
| 1995 | 129.469   |
| 2000 | 131.035   |
| 2005 | 130.871   |
| 2010 | 128.322   |
| 2013 | 125.553   |
| 2014 | 125.844   |
| 2015 | 126.359   |
| 2017 | 127.339   |

Der Landkreis Cham liegt unter allen 294 Landkreisen Deutschlands auf Platz 56 hinsichtlich der Fläche und Platz 198 bezogen auf die Einwohnerzahl (Stand: 31. Dezember 2019).

## Politik
Der Landkreis Cham ist neben den politischen Parteien traditionell stark geprägt durch zahlreiche regionale Wählergemeinschaften.

### Kreistag
Der Kreistag des Landkreises Cham besteht aus 60 Mitgliedern sowie dem Landrat. Die Kommunalwahl am 15. März 2020 ergab die in den Diagrammen dargestellte Stimm- und Sitzverteilung:
| Kreistagswahl 2020Wahlbeteiligung: 67,1 % (+1,5 %) %3020100 29,611,18,97,26,46,15,65,25,03,85,1 CSUFWGLLWcHBLdFWSLeSPDFCWGgAfDGrüneGrenzfahneJLkSonst.lGewinne und Verlusteim Vergleich zu 2014 %p 6 4 2 0 −2 −4 −6−4,7+2,7−1,1−1,2−3,4−2,0−1,8+5,6+1,0−1,1+3,8+2,3CSUFWGLLWHBLFWSLSPDFCWGAfDGrüneGrenzfahneJLSonst.Anmerkungen:c Gemeinsame Liste des ehemaligen Landkreises Waldmünchend Hohenbogenlistee Freie Wähler von Stadt und Landg Freie Christliche Wählergemeinschaft – Sammlung der Mittek Junge Listel ÖDP (2,4), FDP (1,6), Linke (1,1) | Sitzverteilung im Kreistag Cham seit 2020Insgesamt 60 Sitze - Linke: 1 - SPD: 4 - Grüne: 3 - ÖDP: 1 - FWSL: 4 - FCWG: 4 - FW: 7 - FDP: 1 - GLLW: 5 - HBL: 4 - Junge Liste: 2 - CSU: 18 - Grenzfahne: 3 - AfD: 3 |

| Parteien und Wählergemeinschaften | Parteien und Wählergemeinschaften                             | 2020   | 2020   | 2014   | 2014   | 2008   | 2008   | 2002   | 2002   | 1996   | 1996   |
| Parteien und Wählergemeinschaften | Parteien und Wählergemeinschaften                             | %      | Sitze  | %      | Sitze  | %      | Sitze  | %      | Sitze  | %      | Sitze  |
| CSU                               | Christlich-Soziale Union in Bayern                            | 29,6   | 18     | 34,3   | 21     | 35,9   | 23     | 40,1   | 26     | 36,4   | 23     |
| FW                                | Freie Wähler Bayern                                           | 11,1   | 7      | 8,4    | 5      | –      | –      | –      | –      | –      | –      |
| GLLW                              | Gemeinsame Liste des ehemaligen Landkreises Waldmünchen       | 8,9    | 5      | 10,0   | 6      | 11,0   | 7      | –      | –      | –      | –      |
| HBL                               | Hohenbogenliste                                               | 7,2    | 4      | 8,4    | 5      | 8,4    | 5      | 8,5    | 5      | 7,4    | 4      |
| FWSL                              | Freie Wähler von Stadt und Land                               | 6,4    | 4      | 9,8    | 6      | 11,1   | 7      | 8,1    | 5      | 8,7    | 5      |
| SPD                               | SPD Bayern                                                    | 6,1    | 4      | 8,1    | 5      | 9,7    | 6      | 10,8   | 6      | 14,5   | 9      |
| FCWG                              | Freie Christliche Wählergemeinschaft – Sammlung der Mitte     | 6,1    | 4      | 7,9    | 5      | 7,9    | 5      | 7,3    | 4      | 7,5    | 5      |
| AfD                               | AfD Bayern                                                    | 5,6    | 3      | –      | –      | –      | –      | –      | –      | –      | –      |
| Grüne                             | Grüne Bayern                                                  | 5,2    | 3      | 4,2    | 2      | 4,6    | 2      | 3,2    | 2      | 4,5    | 2      |
| Grenzfahne                        | Grenzfahne                                                    | 5,0    | 3      | 6,1    | 4      | 5,6    | 3      | 5,8    | 3      | 7,0    | 4      |
| JL                                | Junge Liste                                                   | 3,8    | 2      | –      | –      | –      | –      | –      | –      | –      | –      |
| ÖDP                               | Ökologisch–Demokratische Partei                               | 2,4    | 1      | 2,3    | 1      | 1,7    | 1      | 2,1    | 1      | –      | –      |
| FDP                               | FDP Bayern                                                    | 1,6    | 1      | –      | –      | –      | –      | –      | –      | –      | –      |
| Linke                             | Die Linke Bayern                                              | 1,1    | 1      | –      | –      | –      | –      | –      | –      | –      | –      |
| REP                               | Die Republikaner                                              | –      | –      | –      | –      | 3,1    | 1      | 2,0    | 1      | 1,6    | 1      |
| GL                                | Gemeinsame Liste – Grenzlandunion und Parteilose Wählergruppe | –      | –      | –      | –      | –      | –      | 11,2   | 7      | 10,6   | 6      |
| BP                                | Bayernpartei                                                  | –      | –      | –      | –      | –      | –      | –      | –      | 1,8    | 1      |
| gesamt                            | gesamt                                                        | 100,1  | 60     | 99,5   | 60     | 99,0   | 60     | 99,1   | 60     | 100,0  | 60     |
| Wahlbeteiligung                   | Wahlbeteiligung                                               | 67,1 % | 67,1 % | 65,6 % | 65,6 % | 68,2 % | 68,2 % | 73,7 % | 73,7 % | 76,8 % | 76,8 % |

CSU, GLLW, HBL, Grenzfahne und Junge Liste bildeten nach der Wahl 2020 eine Fraktionsgemeinschaft und verfügen mit 32 Sitzen über die absolute Mehrheit im Kreisrat. Ferner bildeten FWSL, FCWG und FW eine Fraktionsgemeinschaft. FDP und Die Linke schlossen sich zu einer Arbeitsgemeinschaft zusammen.

### Bezirksamtmänner/-oberamtmänner und Landräte
Seit dem 20. Juli 2010 ist Franz Löffler (CSU) Landrat des Landkreises Cham. Bei der Stichwahl zur Landratswahl am 18. Juli 2010 wurde er mit einem Stimmenanteil von 50,3 Prozent bei einer Wahlbeteiligung von 38,6 Prozent erstmals direkt in dieses Amt gewählt. Löffler ist der dritte Landrat des Landkreises Cham seit der Gebietsreform von 1972. Erster Landrat des damals neu geordneten Landkreises wurde der Landrat des ehemaligen Landkreises Roding, Ernst Girmindl. Alle Chamer Landräte wurden seither von der CSU gestellt.
| Name                 | von  | bis   |
| -------------------- | ---- | ----- |
| Wilhelm Salb         | 1904 | 1928  |
| Pankraz Habruner     | 1929 | 1933  |
| Joseph Scholz        | 1933 | 1942  |
| Gregor Hartl         | 1942 | 1945  |
| Ernst Girmindl (CSU) | 1972 | 1996  |
| Theo Zellner (CSU)   | 1996 | 2010  |
| Franz Löffler (CSU)  | 2010 | heute |

### Wappen
| Wappen des Landkreises Cham | Blasonierung: „Unter Schildhaupt mit den bayerischen Rauten in Rot die zweitürmige silberne Kirche von Chammünster in Seitenansicht.“ |
| Wappen des Landkreises Cham | Wappenbegründung: Die bayerischen Rauten betonen die jahrhundertelange Zugehörigkeit zum wittelsbachischen Territorium der Oberen Pfalz. Die stilisierte Wiedergabe der Kirche hebt die Bedeutung des Chamer Gebietes für die Christianisierung im frühen Mittelalter hervor. Die weißblauen Rauten stammen aus dem Bayerischen Wald. Sie waren ursprünglich die Farben der Grafen von Bogen, deren Besitz zu Beginn des 13. Jahrhunderts durch Heirat an die Wittelsbacher kam. Die Wittelsbacher, die in Bayern 750 Jahre regierten, übernahmen deren Hausfarben. |

### Landkreispartnerschaften
- Bautzen, Deutschland; seit 1992
- Seit 1983 besteht eine Partnerschaft mit dem Lichtenrader Volkspark in Berlin-Lichtenrade.

## Wirtschaft
Der Landkreis verfügt über eine breit gefächerte mittelständische Wirtschaftsstruktur in Handwerk, Handel, Industrie und Dienstleistung. Die Palette reicht vom traditionellen holzverarbeitenden Betrieb bis zum High-Tech-Unternehmen in den Bereichen Maschinenbau, Elektrotechnik, Kunststofftechnologie und Mechatronik. Insgesamt haben rund 9000 Unternehmen ihren Standort im Landkreis Cham, darunter einige mit über 1000 Mitarbeitern.
Netzwerke wie der Aktionskreis „Lebens- und Wirtschaftsraum Landkreis Cham e. V.“ oder regionale Cluster in den Bereichen Mechatronik und Holz/Forsten prägen die Zusammenarbeit.
Im Zukunftsatlas 2016 belegte der Landkreis Platz 266 von 402 Landkreisen, Kommunalverbänden und kreisfreien Städten in Deutschland und zählt damit zu den Regionen mit „ausgeglichenem Chancen-Risiko Mix“ für die Zukunft. Um die Digitalisierung der Region zu fördern, wurde im Landkreis Cham unter anderem ein Gründerzentrum eingerichtet und ein Eigenbetrieb für digitale Infrastruktur gegründet, der mit Bundes- und Landesfördermitteln ein kreisweites Glasfasernetz errichtet und verpachtet.

## Verkehr

### Fernstraßen
Der Landkreis ist durch die Bundesstraßen Bundesstraße 16 (Ingolstadt–Regensburg–Nittenau–Roding), Bundesstraße 20 (Straubing–Furth im Wald), Bundesstraße 22 (Bayreuth–Weiden–Oberviechtach–Cham) und Bundesstraße 85 (Amberg–Schwandorf–Passau) an das Bundesfernstraßennetz angeschlossen. Die nächstliegenden Autobahnen sind die A 3 (Nürnberg–Regensburg–Passau), A 93 (Regensburg–Schwandorf–Weiden–Hof) und A 92 (München–Landshut–Deggendorf). Als einer der wenigen Landkreise in Bayern wird der Landkreis Cham nicht von einer Autobahn durchzogen, jedoch sind die Bundesstraßen meist ausgebaut, teils mit längeren drei- oder vierspurigen Streckenabschnitten.

### Bus- und Bahnverkehr
Die Hauptverkehrsader des Schienennetzes im Landkreis ist die Bahnstrecke Schwandorf–Cham–Furth im Wald (–Pilsen), die 1861 von der AG der Bayerischen Ostbahnen bis zur Landesgrenze erbaut wurde. Von Schwandorf aus sind Umsteigemöglichkeiten in Richtung Weiden, Nürnberg oder Regensburg, bzw. München, möglich.

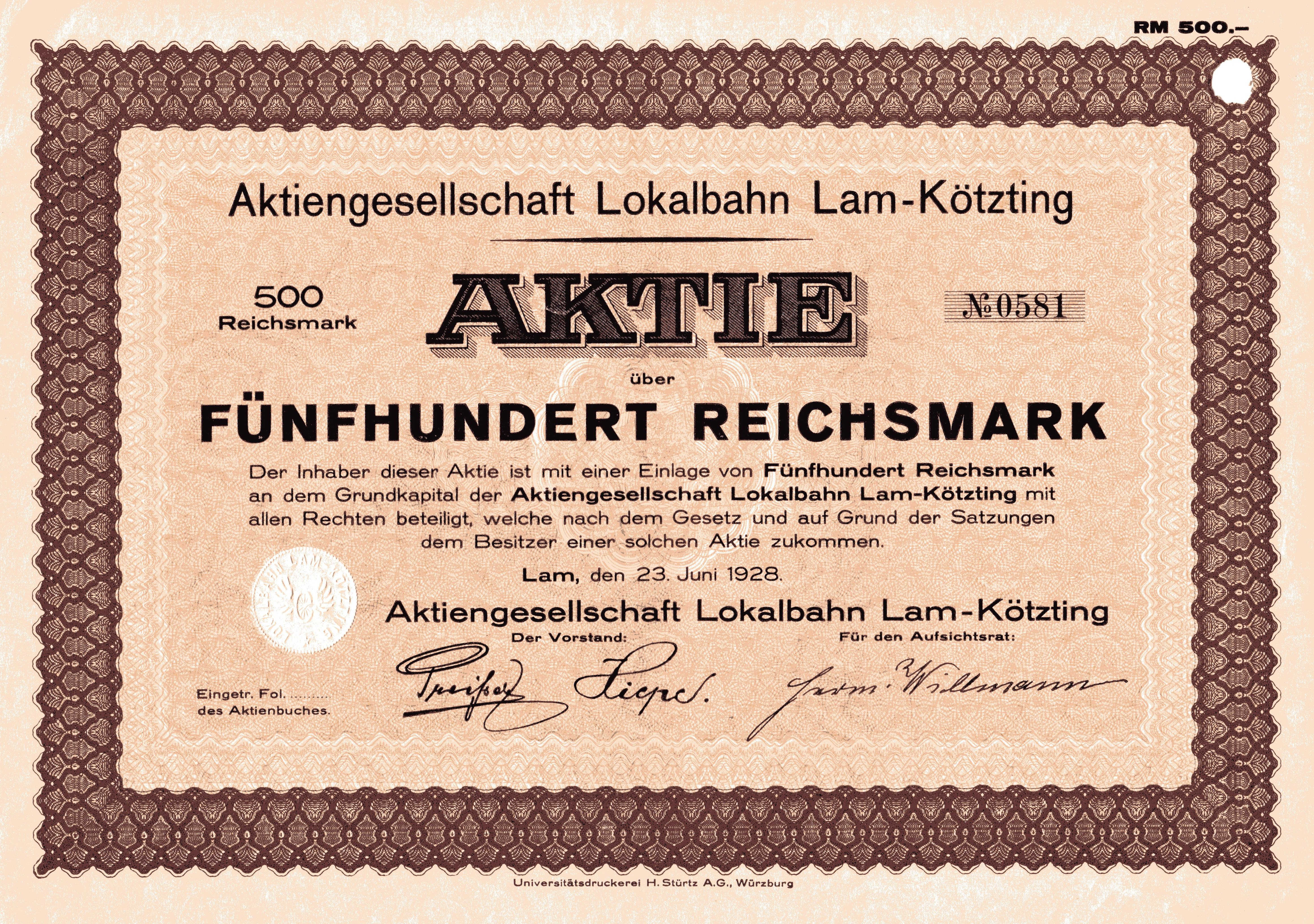
Aktie über 500 RM der AG Lokalbahn Lam-Kötzting vom 23. Juni 1928

Die Bayerischen Staatseisenbahnen machten den Bahnhof Cham mehr als dreißig Jahre später zum Ausgangspunkt zweier Lokalbahnen:
- 1892 nach Miltach–Kötzting und
- 1895 nach Waldmünchen.

Von der erstgenannten wurde 1905 in Miltach mit der Vollendung der Bahnstrecke Straubing–Miltach eine Querverbindung ins Donautal nach Straubing hergestellt, während die Fortsetzung von Kötzting nach Lam bereits 1893 durch die AG Lokalbahn Lam–Kötzting zustande kam. Schließlich machte die Regentalbahn (RAG) im Jahre 1928 den Bahnhof Blaibach zum Ausgangspunkt einer Strecke nach Viechtach, wodurch die Bahnstrecke Gotteszell–Blaibach vollendet wurde. Unabhängig von dem so entstandenen Eisenbahnnetz erhielt durch die Bayerischen Staatseisenbahnen der Markt Falkenstein 1913 eine Linie von Regensburg her und die Stadt Rötz 1915 von Bodenwöhr Nord über Neunburg vorm Wald (s. u.).
Die Länderbahn betreibt neben den Alex-Zügen von Nürnberg und München über Schwandorf–Cham–Furth nach Prag mit der „Oberpfalzbahn“ auch den Personenverkehr auf dem gesamten Netz von 109 km. 32 km Lokalbahnen sind 1969, 1984 bzw. 1991 stillgelegt worden:
- 1969: Bodenwöhr Nord–Hillstett–Rötz (fünf Kilometer)
- 1984: Regensburg–Wutzlhofen–Roßbach–Wald–Falkenstein (17 km) und Miltach–Altrandsberg–Straubing (sieben Kilometer)
- 1991: Viechtach–Blaibach (drei Kilometer)

Die Angaben in Klammern () beziehen sich auf die Streckenlänge im Kreisgebiet.
Im Jahre 2002 wurden die Schienenverbindungen der Oberpfalzbahn in den bereits bestehende Verkehrsgemeinschaft Landkreis Cham integriert. Damit existiert im Landkreis ein Verkehrsverbund mit einheitlichen Tarifen in allen Bussen und Zügen.
Seit Mai 2008 ist der Landkreis Cham über die erste deutsch-tschechische Buslinie Bayerns mit dem tschechischen Nachbarbezirk Pilsen verbunden.

## Gemeinden

Städte, Märkte und Gemeinden im Landkreis Cham

(Einwohnerzahlen vom 31. Dezember 2024)
| Städte 1. Bad Kötzting (7.494) 2. Cham, Kreisstadt (17.433) 3. Furth im Wald (8.659) 4. Roding (13.157) 5. Rötz (3.256) 6. Waldmünchen (6.565) Märkte 1. Eschlkam (3.314) 2. Falkenstein (3.398) 3. Lam (2.586) 4. Neukirchen b.Hl.Blut (3.641) 5. Stamsried (2.243) Verwaltungsgemeinschaften 1. Falkenstein (Markt Falkenstein und Gemeinden Michelsneukirchen und Rettenbach) 2. Stamsried (Markt Stamsried und Gemeinde Pösing) 3. Tiefenbach (Gemeinden Tiefenbach und Treffelstein) 4. Wald (Gemeinden Wald und Zell) 5. Walderbach (Gemeinden Reichenbach und Walderbach) 6. Weiding (Gemeinden Gleißenberg und Weiding) | Weitere Gemeinden 1. Arnschwang (2.005) 2. Arrach (2.314) 3. Blaibach (1.891) 4. Chamerau (2.498) 5. Gleißenberg (796) 6. Grafenwiesen (1.543) 7. Hohenwarth (1.890) 8. Lohberg (1.827) 9. Michelsneukirchen (1.732) 10. Miltach (2.283) 11. Pemfling (2.161) 12. Pösing (1.012) 13. Reichenbach (1.294) 14. Rettenbach (1.788) 15. Rimbach (1.795) 16. Runding (2.234) 17. Schönthal (1.951) 18. Schorndorf (3.031) 19. Tiefenbach (1.871) 20. Traitsching (4.237) 21. Treffelstein (979) 22. Waffenbrunn (2.019) 23. Wald (2.991) 24. Walderbach (2.311) 25. Weiding (2.424) 26. Willmering (2.020) 27. Zandt (2.057) 28. Zell (1.834) 0 Gemeindefreie Gebiete keine |

## Gemeinden des Landkreises vor der Gebietsreform 1971/1978
Vor der Gebietsreform hatte der Landkreis Cham 38 Gemeinden. Die Gemeinden, die es heute noch gibt, sind fett geschrieben, alle genannten Gemeinden haben den Landkreis nicht gewechselt:
| frühere Gemeinde     | heutige Gemeinde |
| -------------------- | ---------------- |
| Altenmarkt           | Cham             |
| Arnschwang           | Arnschwang       |
| Cham, Stadt          | Cham             |
| Chammünster          | Cham             |
| Dalking              | Weiding          |
| Engelsdorf           | Pemfling         |
| Furth im Wald, Stadt | Furth im Wald    |
| Grafenkirchen        | Pemfling         |
| Habersdorf           | Traitsching      |
| Haderstadl           | Cham             |
| Kolmberg             | Waffenbrunn      |
| Loibling             | Cham             |
| Neuhaus              | Schorndorf       |
| Niederrunding        | Runding          |
| Nößwartling          | Arnschwang       |
| Obernried            | Waffenbrunn      |
| Obertraubenbach      | Schorndorf       |
| Pemfling             | Pemfling         |
| Penting              | Schorndorf       |
| Pitzling             | Pemfling         |
| Ränkam               | Furth im Wald    |
| Raindorf             | Runding          |
| Rhanwalting          | Waffenbrunn      |
| Runding              | Runding          |
| Sattelbogen          | Traitsching      |
| Sattelpeilnstein     | Traitsching      |
| Schachendorf         | Cham             |
| Schorndorf           | Schorndorf       |
| Sengenbühl           | Furth im Wald    |
| Thierling            | Schorndorf       |
| Thierlstein          | Cham             |
| Traitsching          | Traitsching      |
| Vilzing              | Cham             |
| Waffenbrunn          | Waffenbrunn      |
| Walting              | Weiding          |
| Weiding              | Weiding          |
| Willmering           | Willmering       |
| Windischbergerdorf   | Cham             |

Landkreis Cham, Gemeindegrenzenkarte von 1961

Mehrere bevölkerungsarme Gemeinden wurden am 1. Januar 1946 eingemeindet:
- Atzenzell und Obergoßzell in die Gemeinde Sattelbogen
- Birnbrunn in die Gemeinde Sattelpeilnstein
- Chameregg, Gutmaning und Hof b. Cham in die Gemeinde Chammünster
- Grabitz in die Stadt Furth im Wald
- Hötzing in die Gemeinde Schorndorf
- Kager in die Gemeinde Pemfling
- Katzberg in die Stadt Cham
- Loifling in die Gemeinde Traitsching
- Ried bei Gleißenberg in die Gemeinde Gleißenberg im Landkreis Waldmünchen

## Schutzgebiete
Im Landkreis gibt es zehn Naturschutzgebiete, vier Landschaftsschutzgebiete, 22 FFH-Gebiete und mindestens 161 vom Bayerischen Landesamt für Umwelt ausgewiesene Geotope (Stand August 2016).
Siehe auch:
- Liste der Naturschutzgebiete im Landkreis Cham
- Liste der Landschaftsschutzgebiete im Landkreis Cham
- Liste der FFH-Gebiete im Landkreis Cham
- Liste der Geotope im Landkreis Cham

## Kfz-Kennzeichen
Am 1. Juli 1956 wurde dem Landkreis bei der Einführung der bis heute gültigen Kfz-Kennzeichen das Unterscheidungszeichen CHA zugewiesen. Es wird durchgängig bis heute ausgegeben.
Bis in die 1990er Jahre erhielten Fahrzeuge aus den Altkreisen besondere Erkennungsnummern:
| Gebiet               | Buchstaben | Zahlen    |
| -------------------- | ---------- | --------- |
| Altkreis Cham        | A bis Z    | 1 bis 999 |
| Altkreis Cham        | AA bis JZ  | 1 bis 999 |
| Altkreis Kötzting    | KA bis PZ  | 1 bis 999 |
| Altkreis Roding      | RA bis VZ  | 1 bis 999 |
| Altkreis Waldmünchen | WA bis ZZ  | 1 bis 999 |

Seit dem 10. Juli 2013 sind durch die Kennzeichenliberalisierung auch die Unterscheidungszeichen KÖZ (Bad Kötzting), ROD (Roding) und WÜM (Waldmünchen) erhältlich.

## Sonstiges
Eine beliebte Homonym-Wortspielerei, die mit dem Kreis zu tun hat, ist der Satz Als ich grad nach Cham kam, war der Zug nach Furth furt (fort). Die betreffende Eisenbahnlinie liegt im Kreisgebiet.